# Gongdo-eup
Gongdo-eup (koreanska: 공도읍) är en köping i stadskommunen Anseong i provinsen Gyeonggi i den centrala delen av Sydkorea, 65 km söder om huvudstaden Seoul.